# Volszkok

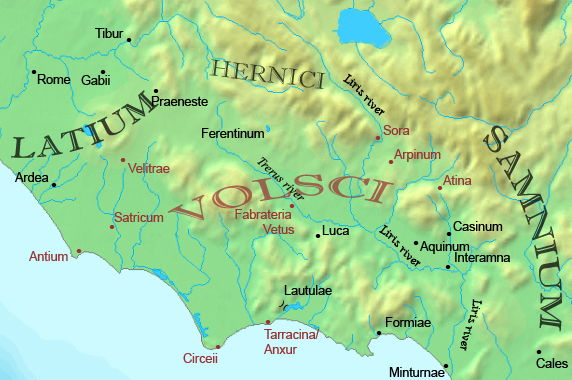
A volscusok területei

A volszkok (latinosan volscusok) ókori itáliai nép volt. Lazio déli, dombos vidékein laktak az auruncusok, hernicusok  és szamniszok  szomszédságában. Nyelvük az italikus nyelvek szabell (oszk-umber) csoportjába tartozott.
A Római Köztársaság legveszélyesebb ellenségei közé számítottak, gyakran szövetkeztek az aequiculikkal. I. e. 338–329 között a rómaiaknak sikerült legyőzniük őket. A volszkok elleni háborút örökítette meg Caius Martius Coriolanus római konzul és tábornok legendája, aki bevette Corioli várost i. e. 493-ban, majd a volszkok mellé állt. Innen kapta a Coriolanus cognoment.
Velitrae (ma Velletri) városban találtak egy vésett bronztáblát. A rövid felirat Declunus istennek vagy Decluna istennőnek szóló ajánlás.

## Fordítás
- Ez a szócikk részben vagy egészben  a   Volsci című angol Wikipédia-szócikk fordításán alapul.  Az eredeti cikk szerkesztőit annak laptörténete sorolja fel. Ez a jelzés csupán a megfogalmazás eredetét és a szerzői jogokat jelzi, nem szolgál a cikkben szereplő információk forrásmegjelöléseként.